# Kilwa Kivinje
Kilwa Kivinje (o Kilwa Kivinye) és una ciutat de Tanzània a la costa continental, a uns 215 km al sud de Dar al-Salam i uns 20 km al nord de Kilwa Kisiwani.
Kilwa Kivinje fou al segle xix un centre de comerç d'esclau i de vori, del que sortien les caravanes cap a l'interior. Els alemanys hi van construir un fort al final del segle, i van engrandir la ciutat que fou el seu centre administratiu al sud. Les restes d'una mesquita, del mercat, del fort Boma (amb un canó de la I Guerra Mundial), algunes cases, un cementiri i dos monòlits.